# Steven Lejeune
Pour les articles homonymes, voir Lejeune.
Steven Lejeune, né le 1er janvier 1981 à Tahiti en France, est un dessinateur de bande dessinée français.

## Œuvre
- Le Frère de Göring, avec Arnaud Le Gouëfflec, Editions Glénat[1]
  1. Tome 1, L'ogre et le chevalier
  2. Tome 2, Le chasseur et son ombre
- Dieux a les boules, Ankama Éditions
  1. Tome 1, 2009  (ISBN 978-2-359-10006-8)
  2. Tome 2, 2010  (ISBN 978-2-359-10025-9)

- Les Chroniques de Sillage, Delcourt, collection Neopolis

4. Volume 4, scénario de Philippe Buchet et Jean-David Morvan, co-illustré avec Javier N.B., Philippe Larbier, Alessandro Barbucci et Agnès Fouquart, 2006  (ISBN 2-7560-0169-4)
- Trop de bonheur, scénario de Jean-David Morvan, Delcourt, collection Neopolis

1. Bilou, 2002  (ISBN 2-84055-845-9)
2. Space Bob, 2004  (ISBN 2-84789-050-5)
3. Huizilo Pochtli, 2006  (ISBN 2-84789-506-X)
4. Code barre, 2008  (ISBN 978-2-7560-0047-3)

- Vies tranchées - Les Soldats fous de la Grande guerre, scénario de Jab Jab Whamo, Florent Humbert, Yann Le Gal, Florent Sacré, Hubert Bieser, José Luis Munuera, Manuele Fior, Guillaume Trouillard, Cyrille Pomès, Jean-David Morvan, Stanislas Gros et Daniel Casanave, co-illustré avec Manuele Fior, Daniel Casanave, Marion Mousse, José-Luis Munuera, Steven Lejeune, Jab Jab Whamo, Maxime Péroz, Stanislas Gros, Guillaume Trouillard, Cyrille Pomès, Benoît Blary, Florent Humbert et Laurent Bourlaud, Delcourt, collection Histoire & Histoires, 2010  (ISBN 978-2-7560-1781-5)